# سرگس
سَرگَس یا تتا کژدم (به انگلیسی: Theta Scorpii) یک ستاره است که در صورت فلکی کژدم قرار دارد.
سرگس نامی است که از زبان سومری به‌جای مانده‌است.